# Pierre Duviols
Pour les articles homonymes, voir Duviols.
Pierre Duviols, né à Paris en 1928, est professeur émérite de l’université de Provence, directeur d'études et titulaire de la chaire Religions et sociétés de l’Amérique du Sud à l'École pratique des hautes études (EPHE). Il est spécialiste du Pérou précolombien et colonial.

## Biographie
Pierre Duviols est agrégé d'espagnol et docteur d’État (Paris Sorbonne). Professeur à l’Université de Provence, il est simultanément (depuis 1979) directeur d’études à l’École pratique des hautes études (VIe section, Sciences Religieuses) titulaire de la chaire Religions et Sociétés de l’Amérique du Sud[réf. nécessaire],.
De 1951 à 1953, il a été lecteur de français à l’Université San Marcos de Lima (Pérou), puis, de 1956-1957, professeur agrégé au lycée Chasseloup-Laubat de Saïgon. Professeur au lycée Kléber de Strasbourg (1957-1959), puis assistant à l’Université de Strasbourg (1959-1960), il est nommé à l’Université d’Aix-Marseille 1 (Université de Provence) en 1960, où il a été assistant, maître-assistant, puis professeur.
De 1967 à 1969, détaché au CNRS, Pierre Duviols est pensionnaire à l’Institut français d'études andines de Lima, au Pérou.
Le but essentiel des recherches de Pierre Duviols est de comprendre la religion andine et les structures sociopolitiques incas. Il a collecté, analysé et édité des sources inédites d’un très grand intérêt pour l’ethnohistoire andine, comme par exemple des procès d’idolâtrie du XVIIe siècle ou la chronique de Cristóbal de Albornoz. Il est aussi l’auteur d’études fondamentales sur plusieurs chroniqueurs du Pérou, en particulier l’Inca Garcilaso de la Vega, Huamán Poma de Ayala et Pachacuti Yamqui. Il a publié avec José Maria Arguedas, Dioses y hombres de Huarochiri (1966) qui est le seul texte quechua qui propose une vision complète de la mythologie, des rites et de la société d’une province du Pérou au XVIIe siècle.
Pierre Duviols a consacré plusieurs travaux à « l’extirpation de l'idolâtrie » qui aboutirent à la rédaction de sa thèse de doctorat, La Lutte contre les religions autochtones dans le Pérou colonial. L'Extirpation de l'idolâtrie entre 1532 et 1660 (1971),. Cet ouvrage lui valut de recevoir, la même année, le prix Duc de Loubat, décerné par l’Académie des inscriptions et belles-lettres.
Pierre Duviols est membre correspondant de l’Académie Nationale d’Histoire du Pérou. Il a été en 1993-1994, chercheur invité au Getty Center for Ethnohistory of Art and Humanities (Etats-Unis). En 2007, l’Université Catholique du Pérou a publié sa correspondance avec l’écrivain José Maria Arguedas. 
En juin 2015, Pierre Duviols est invité à la bibliothèque nationale du Pérou pour évoquer l'Inca Garcilaso de la Vega. Lors de cette conférence, le sujet du manuscrit de Huarochirí (en) sera également abordé et Pierre Duviols déclarera que ce dernier « mérite d'être un monument mondial car il montre la valeur de la tradition andine dans la mythologie, l'histoire et la philosophie » et le compare à l'Ancien Testament.

### Principales publications en français
- « Les traditions miraculeuses du siège de Cuzco (1536) et leur fortune littéraire », Tilas II, Strasbourg, 1962.
- « Sur le système religieux des Comentarios reales de los Incas, Annales de la Faculté des Lettres d’Aix, Tome XXVII,  Aix en Provence, 1963.
- « L'Inca Garcilaso de la Vega, interprète humaniste de la religion incaïque », Diogène 47, 1964
- « La visite des idolâtries de Concepción de Chupas (Pérou 1614) », Journal de la Société des Américanistes, T. LV-2, Paris, 1966.
- La Lutte contre les religions autochtones dans le Pérou colonial. L'Extirpation de l'idolâtrie entre 1532 et 1660. Institut Français dÉtudes Andines, Lima, 1971. 428 p. (Thèse de doctorat).
- « Un inédit de Cristóbal de Albornoz : La instrucción para descubrir todas las huacas del Pirú y sus camayos y haziendas », in Journal de la Société des Américanistes, Tome 63, 1974.
- « Une petite chronique retrouvée : « Errores, ritos, supersticiones y ceremonias de los yndios de la provincia de Chinchaycocha y otras del Pirú (1603) », in Journal de la Société des Américanistes, Tome 63, 1974.
- « Sumaq T’ika ou la dialectique de la dépendance » dans ;  Georges Dumézil et Pierre Duviols, « Sumaq T’ika, la Princesse du village sans eau », Journal de la Société des Américanistes, T. LXIII, Paris, 1974-1976.
- « Le Pérou, la terre et les hommes », Les Guides Bleus, Hachette, Paris, 1975.
- « Un symbolisme andin du double : la lithomorphose de l’ancêtre », Actes du XLIIe Congrès International des Américanistes, vol. IV, Paris, 1976.
- « Un symbolisme de l’occupation, de l'aménagement et de l’exploitation de l'espace. Le monolithe « huanca » et sa fonction dans les Andes préhispaniques », L'Homme, Revue française d’Anthropologie, XIX (2) Paris, 1979.
- « Révisionnisme historique et droit colonial au 16e siècle : le thème de la tyrannies des Incas », dans Indianité, Ethnocide, Indigènisme en Amérique Latine, CNRS-GRECO, Paris, 1982.
- Francisco de Jerez, La Conquête du Pérou, édition et présentation. Ed. Métailié, Paris, 1982.
- « La pensée andine », L'Univers philosophique, volume dirigé par André Jacob, Encyclopédie Philosophique Universelle, t. I, Presses Universitaires de France, Paris, 1989.
- « Les Incas sont-ils en enfer. L'Inca Garcilaso de la Vega théologien », dans Enfers et damnations dans le monde hispanique et hispano-américain (dir. J.P. Duviols et Annie Molinié-Bertrand), Paris, PUF, 1996.

### Publication en anglais
- « Inca Religion ». The Encyclopedia of Religion, Mircea Eliade Ed. Mac-Millan Publishing Company, New-York, Londres, 1987.